# Machilipatnam
Machilipatnam (telugu మచిలిపట్నం) – miasto portowe w Indiach, w stanie Andhra Pradesh. W 2001 r. miasto to na powierzchni 26,67 km² zamieszkiwało 183 370 osób.